# La Main noire (Chicago)
Pour les articles homonymes, voir La Main noire.

Symbole de la Main noire

La Main noire désigne à la fois une organisation criminelle et une méthode d'extorsion utilisée par des gangsters basés à Chicago et dans d'autres grandes villes des États-Unis. À Chicago, la pratique de la Main noire commence vers 1900 et disparaît peu à peu jusqu'en 1920, remplacée par la mafia. Initialement dirigée par Johnny Torrio, la mafia est ensuite organisée par Al Capone, qui deviendra quelque temps plus tard l'organisation connue sous le nom de l'Outfit de Chicago.
La Main noire est un groupe précurseur du crime organisé, et cette méthode est toujours utilisée par le crime organisé aujourd'hui.
Ses membres, les "Black Handers", sont en majorité des émigrants italiens originaires de Calabre et de Sicile. 
A contrario de celle de la Mafia, l'organisation des gangsters de la Main noire se caractérise par une absence de hiérarchies et de codes de conduite formellement structurés, et par la conduite courante des opérations à un seul homme.
Selon leur mode opératoire, ils envoyaient à leurs victimes des notes d'extorsion anonymes arborant un symbole reconnaissable : la « Main noire ». Ce chantage était accompagné de menaces contre les victimes (agression ou menaces de mort), mais elles pouvaient viser également leur habitation ou leur entreprise.  
La pratique de la Main noire était également courante à New York et à la Nouvelle-Orléans.
À partir de 1909, la Main noire menace Big Jim Colosimo, un ancien gangster de la main noire, propriétaire de bordels dans l'ensemble de Chicago. Afin de résoudre les problèmes posés, Colosimo recrute Johnny Torrio, un membre du Five Points Gang de New York. Désigné comme son successeur, ce dernier est reconnu comme le dirigeant du crime organisé de Chicago et devient le mentor d'Al Capone.

## L'affaire Catalano
Johnny Torrio (né le 20 janvier 1882 et mort le 16 avril 1957), également surnommé le "Renard" ("The Fox"), est né sous le nom de Giovanni Torrio à Montepeloso, un village de la région de la Basilicate, dans le sud de l'Italie. Pendant les deux premiers mois suivant son arrivée à Chicago, il aurait tué dix gangsters de La Main noire, dont Filippo Catalano.
Membre présumé de la Main noire de Chicago, Filippo Catalano est né en 1875, à Gioia Tauro, un village côtier du sud de l'Italie, dans la région de Calabre. Arrivé aux États-Unis, il possède un saloon à Chicago et se lie à la vie nocturne criminelle de Chicago. 
Selon le capitaine Cudmore, affecté au troisième commissariat de police de la ville, Catalano était « détesté et craint par ses compatriotes ». 
Le soir du 5 juin 1910, Filippo Catalano se fait tirer dessus à 5 reprises et décède une heure plus tard dans un hôpital de Chicago.
Sur son lit de mort, Catalano respecte le principe de la pègre de l'omertà et refuse de donner le nom de son agresseur à la police. 
Filippo Catalano aurait été tué par Johnny Torrio. Une enquête ultérieure révèle l'implication d'un homme de main d'Eugeno Monaco, qui aurait été l'assaillant pour le compte de Johny Torrio.

### Déroulé du meurtre
La nuit du 5 juin 1910, Catalano est au restaurant Vesuvius, un lieu reconnu de la vie nocturne de Chicago. Il en sort vers 3 heures du matin, en compagnie d'Edgar K Accetta, un avocat new-yorkais, en ville pour affaires, et d'un troisième homme, Eugeno Monaco. Alors que les trois hommes se dirigent vers une voiture, Monaco aurait sorti un revolver et tiré sur Catalano à cinq reprises. Le tireur s'enfuit à pied et est retrouvé sur les voies ferrées de Rock Island Pacific Railroad où il la police finit par perdre sa trace.

## Chronologie
- 1910 : La police de Chicago arrête plus de 200 gangsters italiens connus et membres connus de Black Hand lors d'un raid dans la Petite Italie. Cependant, aucun n'est condamné car la plupart des notes de menaces d'extorsion ne peuvent leur être attribuées.
- 15 mars 1910 : La Commission des mœurs de Chicago, une organisation civique pour fermer les maisons closes et les maisons à panneaux du quartier de Levee, est créée.
- 1910 : Le gangster Big Jim Colosimo fait venir son neveu Johnny Torrio à Chicago, alors membre du Five Points Gang de New York, pour éliminer la Main Noire en raison de leurs demandes d'extorsion. En un mois, dix extorqueurs de la Main Noire sont tués.
- 1910 : Jim Cosmano, l'un des principaux dirigeants de la Main noire de Chicago, est grièvement blessé dans une embuscade tendue par Johnny Torrio sur un pont. Cosmano avait déjà demandé 10 000 $ en menaçant de détruire le Colosimo's Cafe.
- 6 juin 1910 : Filippo Catalano, un extorqueur présumé à la main noire, est abattu après avoir quitté le restaurant Vesuvius.
- Du 1er janvier au 26 mars 1911 : Trente-huit personnes sont victimes de La Main noire, dont beaucoup par un assassin non identifié connu uniquement sous le nom de Shotgun Man, entre Oak Street et Milton Street dans la Petite Italie de Chicago.